# Andrew Hodges
Andrew Philip Hodges (* 1949 in einem Vorort Londons) ist ein britischer mathematischer Physiker.
Hodges promovierte 1975 an der Universität London bei Roger Penrose (The Description of Mass within the Theory of Twistors). Zurzeit ist er Tutorial Fellow am Wadham College der University of Oxford, wo er auch Vorlesungen über Allgemeine Relativitätstheorie hält. Er beschäftigte sich insbesondere mit der Twistor-Theorie von Roger Penrose und deren Anwendung in der Elementarteilchenphysik. Vor allem ist er bekannt als Autor der maßgeblichen Biographie von Alan Turing, erschienen 1983. Die Idee dazu entstand in den 1970er Jahren, als Hodges in der homosexuellen Bewegung in Großbritannien aktiv war (Turing, einer der bekanntesten britischen Mathematiker, beging aufgrund der Verfolgung seiner homosexuellen Veranlagung 1954 Suizid). Hodges Buch lieferte die Grundlage für den Film The Imitation Game – Ein streng geheimes Leben mit Benedict Cumberbatch und Keira Knightley in den Hauptrollen.

## Schriften
- Alan Turing - Enigma. Berlin, Kammerer und Unverzagt 1989, 2. Auflage Springer 1994, ISBN 3-211-82627-0 (englisches Original: Alan Turing - The Enigma. Burnett Books und Simon and Schuster 1983, Vintage 1992)
- One to Nine: the inner life of numbers. Short Books, London 2007
- Das unerhörte Schweigen der Schwulen. Verlag Rosa Winkel, Berlin 1979, ISBN 3-921495-26-1 (Englisches Original: With downcast gays: Aspects of homosexual self-oppression. Pink Triangle Press 1977)